# 葉真中顕
葉真中 顕（はまなか あき、1976年3月1日 -）は、日本の小説家・児童文学作家・推理作家。東京都生まれ。東京学芸大学教育学部除籍。

## 経歴

### 罪山罰太郎名義での活動
2009年6月からはてなダイアリーでブログ「俺の邪悪なメモ」を運営する。同名義ではライターとしても活動し、マイナビニュース、ガジェット通信、福岡市博多区のフリーペーパー『WJC（ワールドジョイントクラブ）』などに寄稿した。2010年11月に発売された自主制作コミック『黒の女王』（作画：うらぽん）のシナリオを担当。2011年2月に発売された『TENGA論〜マスターベーションを開放した男たち〜』を共同執筆した。2013年2月、葉真中顕名義での作家活動開始を機に罪山罰太郎名義での活動終了を宣言。

### はまなかあき名義での活動
2009年に「ライバル」で第1回角川学芸児童文学賞優秀賞を受賞（同時受賞に中山聖子「コスモス」）。選考委員の那須正幹は「巧みなストーリー展開が新人の域を超えていた」と評した。2010年に同作で児童文学作家としてデビュー。2011年から『週刊少年サンデー』で不定期連載された漫画「犬部！ ボクらのしっぽ戦記」（原作：片野ゆか、漫画：高倉陽樹）でシナリオ協力を行う。

### 葉真中顕名義での活動
2013年、老人介護を扱った犯罪小説「ロスト・ケア」で第16回日本ミステリー文学大賞新人賞を受賞。選考委員の綾辻行人は「掛け値なしの傑作」、今野敏は「文句なしの傑作」と評し、満場一致での受賞となった。同作は「ミステリが読みたい！」で第5位（新人第1位）、「このミステリーがすごい！」で第10位、「週刊文春ミステリーベスト10」で第14位と高く評価された。後の2023年に映画化される。
2019年、『凍てつく太陽』で第21回大藪春彦賞受賞、第72回日本推理作家協会賞（長編および連作短編集部門）受賞。後にメディア・ミックスで2019年にTVドラマ化、2021年に漫画化される。
2022年、『灼熱』で第7回渡辺淳一文学賞受賞。

## 人物
日本推理作家協会会員。将棋を趣味として、日本推理作家協会の将棋同好会に参加。

## 受賞・候補歴
- 2009年 - 『ライバル』で第1回角川学芸児童文学賞優秀賞受賞（はまなかあき名義）。
- 2013年 - 『ロスト・ケア』で第16回日本ミステリー文学大賞新人賞受賞。
- 2015年 - 『絶叫』で第36回吉川英治文学新人賞[14]、第68回日本推理作家協会賞（長編および連作短編集部門）候補[15]。
- 2017年 - 『コクーン』で第38回吉川英治文学新人賞候補[16]。
- 2019年 - 『凍てつく太陽』で第21回大藪春彦賞、第72回日本推理作家協会賞（長編および連作短編集部門）受賞。『Blue』で第10回山田風太郎賞候補[17]。
- 2022年 - 『灼熱』で第7回渡辺淳一文学賞受賞、第43回吉川英治文学新人賞[18]、第35回山本周五郎賞候補[19]。
- 2024年 - 『鼓動』で第37回山本周五郎賞候補[20]。

## ミステリ・ランキング

### 週刊文春ミステリーベスト10
- 2014年 - 『絶叫』6位
- 2018年 - 『凍てつく太陽』9位

### このミステリーがすごい！
- 2014年 - 『ロスト・ケア』10位
- 2015年 - 『絶叫』11位
- 2019年 - 『凍てつく太陽』9位
- 2020年 - 『W県警の悲劇』18位

### ミステリが読みたい！
- 2014年 - 『ロスト・ケア』6位
- 2020年 - 『Blue』20位

## 作品リスト

### 単著
- ライバル おれたちの真剣勝負（2010年7月 角川学芸出版 / 2021年12月 角川つばさ文庫） - 単行本ははまなかあき名義
- ロスト・ケア（2013年2月 光文社 / 2015年2月 光文社文庫）
- 絶叫（2014年10月 光文社 / 2017年3月 光文社文庫）
- ブラック・ドッグ（2016年6月 講談社 / 2018年6月 講談社文庫）
- コクーン（2016年10月 光文社 / 2019年4月 光文社文庫）
- 政治的に正しい警察小説（2017年10月 小学館文庫）
  - 収録作品：秘密の海 / 神を殺した男 / 推定冤罪 / リビング・ウィル / カレーの女神様 / 政治的に正しい警察小説
- 凍てつく太陽（2018年8月 幻冬舎 / 2020年8月 幻冬舎文庫）
- W県警の悲劇（2019年1月 徳間書店 / 2021年1月 徳間文庫）
  - 収録作品：洞の奥 / 交換日記 / ガサ入れの朝 / 私の戦い / 破戒 / 消えた少女
- Blue（2019年4月 光文社 / 2022年2月 光文社文庫）
- そして、海の泡になる（2020年11月 朝日新聞出版 / 2023年12月 朝日文庫）
- 灼熱（2021年9月 新潮社 / 2025年2月 新潮文庫）
- ロング・アフタヌーン（2022年3月 中央公論新社）
- 鼓動（2024年3月 光文社）

### アンソロジー
「」内が葉真中顕の作品
- ザ・ベストミステリーズ 2015 推理小説年鑑（2015年5月 講談社）「カレーの女神様」
  - 【分冊・改題】Acrobatic 物語の曲芸師たち ミステリー傑作選（2018年10月 講談社文庫）
- 地を這う捜査（2015年12月 徳間書店）「洞の奥」
- 宝石 ザミステリー2016（2015年12月 光文社）「サブマージド」
- アイアムアヒーロー THE NOVEL（2016年4月 小学館 / 2017年3月 小学館文庫）「GAME is OVER」
- ベスト本格ミステリ2017（2017年6月 講談社ノベルス）「交換日記」
  - 【再編集・改題】ベスト本格ミステリ TOP5 短編傑作選003（2019年4月 講談社文庫）
- 謎々 将棋 囲碁（2018年2月 角川春樹事務所）「三角文書」
- 沈黙の狂詩曲 最新ベスト・ミステリー（2019年11月 光文社）「三角文書」
- 夜更けのおつまみ（2020年3月 ポプラ文庫）※エッセイアンソロジー「俺の神セブン」
- 超短編！ 大どんでん返し（2021年2月 小学館文庫）「究極の密室」
- 医療ミステリーアンソロジー ドクターM ポイズン（2021年11月 朝日文庫）「リビング・ウィル」
- 警官の道（2021年12月 KADOKAWA）「上級国民」
- もの語る一手（2025年4月 講談社）「マルチンゲールの罠」

### 雑誌掲載短編
- 緋色のジャック（光文社『ジャーロ』2013年7月号）
- 推定冤罪（講談社『小説現代』2013年12月号）
- カレーの女神様（実業之日本社『月刊ジェイ・ノベル』2014年7月号）
- 洞の奥（徳間書店『読楽』2014年11月号）
- マルチンゲールの罠（講談社『小説現代』2024年11月号）

### 雑誌連載
- 断罪の果実（朝日新聞出版『小説トリッパー』2014年冬号 - ）

### インタビュー・対談
- シークレット 綾辻行人ミステリ対談集 in 京都（綾辻行人 他 著、2020年9月 光文社）- 綾辻行人との対談を収録

### その他
- 作家 超サバイバル術！（2022年12月 光文社） - 中山七里、知念実希人との共著

## メディア・ミックス

### 映画
- ロストケア（2023年3月24日公開、配給：日活・東京テアトル、監督：前田哲、主演：松山ケンイチ、原作：ロスト・ケア）[21]

### テレビドラマ
- 絶叫（2019年3月24日 - 4月14日、全4話、WOWOW「連続ドラマW」枠、主演：尾野真千子）[22]
- W県警の悲劇（2019年7月27日 - 9月21日、全8話、BSテレ東「土曜ドラマ9」枠、主演：芦名星）[23]

### コミカライズ
- 絶叫（少年画報社『ヤングキング』2021年12号 - ） - 作画：轟ツキコ

## メディア出演
- 王様のブランチ（2013年3月16日） - インタビュー[24]